# Geografía de la Isla Norfolk

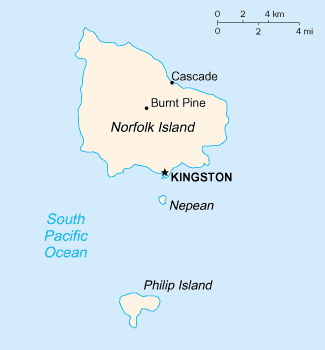
Mapa de la isla Norfolk y la isla Phillip.

La isla Norfolk está situada en el Pacífico Sur, al este de Australia. Es la principal isla del grupo de islas que comprende el territorio, y está situada a 29°02′S 167°57′E / -29.033, 167.950. Tiene 36 km² de superficie sin ninguna gran masa de agua interior y con una costa al mar de 32 km. El punto más alto de la isla es Mt. Bates (319 m sobre el nivel del mar), situado en el cuadrante noroeste de la isla. La mayor parte del terreno es apropiada para el cultivo y otro usos agrícolas. Isla Philip, la segunda isla más grande del territorio, está situada a 29°07′S 167°57′E / -29.117, 167.950, muchos kilómetros al sur de la isla principal. La isla es una formación volcánica de pendiente suave.
La costa de la Isla Norfolk consiste en acantilados de diversa altura. También hay una pendiente descendente hacia Sidney Bay y Emily Bay, el lugar del asentamiento colonial original de Kingston. No hay instalaciones portuarias seguras, pero sí muelles de descarga en Kingston y Cascade Bay. Todos los productos no producidos por la isla son introducidos por barco, normalmente por Cascade Bay. Emily Bay, protegida del Pacífico por una pequeña barrera de coral, es la única área segura para la natación recreativa, aunque el surfing también se practica ocasionalmente en Ball Bay
El recurso principal de la isla es la pesca, ya que no hay grandes territorios de tierras cultivables o tierras de labrantío permanentes, aunque alrededor del 25% de la isla es pasto permanente. No hay terrenos irrigados.
El área que rodea el punto más alto de la isla, el Monte Bates es conservada como el Parque nacional Isla Norfolk. El parque, que cubre alrededor del 10% de las tierras de la isla, contiene restos de los bosques que originalmente cubrían la isla, incluyendo áreas selváticas.
El parque también incluye dos islas más pequeñas situadas al sur de Isla Norfolk, la Isla Nepean y la Isla Philip. La vegetación de la Isla Philip fue devastada debido a la introducción de la era penal de plagas como cerdos y conejos, dándole un color marrón rojizo. Aun así, el control de plagas y el trabajo de recuperación por parte del personal del parque ha hecho mejorar recientemente el medio de la Isla Philip.
El mayor asentamiento de la isla es Burnt Pine, situado alrededor de la Taylor's Road, donde se encuentran el centro comercial, correos, la licorería y el ayuntamiento, entre otros servicios. Hay otros asentamientos sobre toda la isla, consistentes sobre todo en casas rodeadas por sus territorios.
La Government House, la residencia oficial del Administrador, se encuentra en Quality Row, en lo que fue el asentamiento penal de Kingston, como otros edificios gubernamentales, por ejemplo, los juzgados y la Asamblea Legislativa y Administrativa. Aun así, el papel de Kingston es prácticamente ceremonial, pues el centro económico es Burnt Pine.